# Małgorzata Jeżowska-Bojczuk
Małgorzata Janina Jeżowska-Bojczuk (ur. 6 października 1953, zm. 8 lutego 2018) – polska chemik i doktor habilitowana nauk chemicznych.

## Życiorys

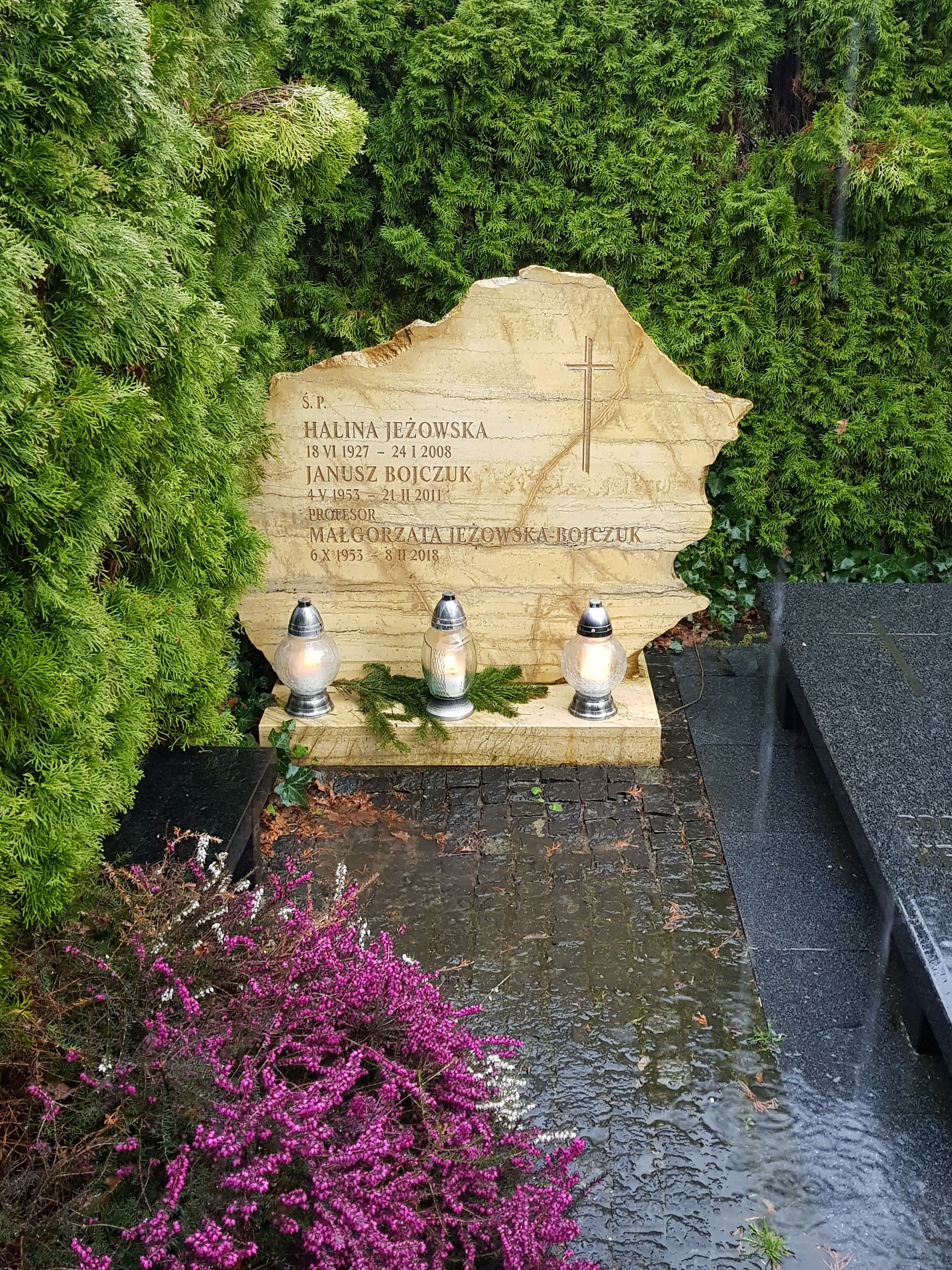
Grób prof. Jeżowskiej-Bojczuk na Cmentarzu Grabiszyńskim we Wrocławiu

Rozpoczęła studia chemiczne na uniwersytecie Wrocławskim, które ukończyła w 1977. 2 kwietnia 1982 otrzymała doktorat dzięki pracy zatytułowanej „Specyfika oddziaływań jonów Pd(II) i Cu(II) z peptydami zawierającymi aminokwasy aromatyczne”, a habilitację 11 marca 1999 na podstawie rozprawy pt. „Chemiczne aspekty oddziaływań jonów miedziowych z biologicznie ważnymi, aminowymi i karboksylowymi pochodnymi mono- i oligosacharydów”. 14 czerwca 2005 została profesorem nadzwyczajnym. Zmarła 8 lutego 2018. 13 lutego 2018 została pochowana na Cmentarzu Grabiszyńskim.